# Història de l'hoquei sobre patins a Catalunya
L'hoquei sobre patins és un esport molt popular a Catalunya, destacant els èxits assolits pels clubs catalans a nivell internacional.

## Orígens
El 16 de desembre de 1915 es disputa el primer partit d'hoquei patins a Catalunya, entre els equips de l'Indian Hoquei Club i l'Sport Hoquei Club. L'esport, però, encara no arrelà. El 1925 es juga al Turó Park barceloní. El 1928 s'organitza la Federació Catalana sota l'impuls de Luigi Pironti di Campagna, que més tard es denominarà catalano-balear. Durant aquests anys neixen els primers equips: Skating Club Catalunya (1929), Club Universltary de Hockey (1929), Hockey Patí Club Barcelona (1929) i des del 1930: Unió Universitària, Skating Hockey Club, Real Polo Hockey Club, Hockey Club Juniors, Racing Hockey Club, Hockey Club Quiropteros, Maricel Skating Club i Eagle Skating Club.
El 1930 s'organitza el primer campionat català de patinatge. El 1935-36 es juga a hoquei patins a Cerdanyola del Vallès, on es crea el Cerdanyola CH (1936), i a Girona, on el GEiEG forma un primer equip el 1936, que més tard serà la base de l'Agrupació Esportiva Gironina. L'hoquei s'estén a Girona. De l'Agrupació es funda immediatament el Girona HC (1940), que construeix la pista de Vista Alegre, la primera de l'estat dedicada a aquest esport.

## Des de la Guerra Civil
Després de la Guerra Civil espanyola, l'hoquei sobre patins s'estén a Reus, Vilafranca del Penedès i Sabadell. El 1941, Josep Maria Sastre es traslladà a Galícia i hi creà afició. El català Laureà Medina i Masferrer impulsà la creació de la Federació Espanyola. L'any 1946 es fusionaren les federacions d'hoquei sobre herba i la d'hoquei sobre patins, i es formà la Federación Española de Hockey y Patinaje. A partir de 1947, amb Joan Antoni Samaranch al front, la selecció espanyola (formada només per catalans) debutà internacionalment. El seu primer gran èxit fou el 1951, a Barcelona, on guanyà el Campionat del Món, així com ho feren posteriorment els anys 1954, 1955 i el Campionat d'Europa de 1957, sempre amb jugadors exclusivament catalans. Els clubs més destacats del moment foren el RCD Espanyol, la Unió Club d'Hoquei, el CN Reus Ploms, el Club Patí, el Reus Deportiu, el FC Barcelona i el CP Voltregà. L'any 1954 hi va haver una escissió a la Federació de Patinatge i la Federació d'Hoquei sobre herba prengué vida pròpia, restant els dos esports definitivament deslligats.
Durant els anys seixanta i setanta continuà l'hegemonia de l'hoquei català a nivell espanyol, emportant-se tots els títols disputats. El RCD Espanyol va desfer la seva secció l'any 1972 i en prengué el relleu el FC Barcelona, com a club dominador de l'hoquei català. També a nivell europeu el domini de l'hoquei català esdevingué insultant, guanyant totes les Copes d'Europa des de la seva creació el 1966 fins al 1983 excepte una, entre el CP Voltregà, el Reus Deportiu i el Barça.
A partir dels anys 80 l'hoquei veu com per primera vegada un club no català, construït a base de fitxatges milionaris, l'HC Liceo de La Coruña, intentant disputar l'hegemonia als clubs catalans, arribant a guanyar diversos títols. El club, això sí, estigué format, bàsicament, per jugadors argentins i catalans. A més, amb el restabliment de la democràcia, començaren els primers partits amistosos de la selecció catalana, autèntica potència mundial. Des de l'any 2004 la selecció catalana competeix a la Blanes Golden Cup, un dels tornejos amistosos més importants a nivell mundial -que ha guanyat diverses vegades- així com a la Copa Amèrica -que també ha guanyat en categoria masculina- pel fet de formar part de la Confederació Sud-americana del Patí (CSP).

## Reconeixement internacional provisional de la Federació Catalana
El 27 de març de 2004 la Federació Catalana de Patinatge fou reconeguda provisionalment, de forma oficial, com a membre independent de ple dret a la Federació Internacional de Patinatge (FIRS). El mes d'octubre, la selecció catalana va participar i vèncer al Campionat del Món "B" masculí. Catalunya entrà, per dret propi, dins del grup de participants en el següent Mundial A, a celebrar a Fresno el 2005. Però alegades pressions polítiques de l'Estat espanyol, provocaren que, en una assemblea celebrada el 26 de novembre, Catalunya no fos ratificada com a membre de ple dret de la Internacional. Catalunya fou exclosa, per tant, de participar en el Mundial A, on el campió final del torneig fou la selecció espanyola, formada íntegrament per jugadors catalans. La Federació Catalana interposà un recurs al Tribunal d'Arbitratge de l'Esport (TAS) de Lausana que finalment donà la raó a la catalana, invalidant l'assemblea de Fresno per irregularitats i obligant a repetir la votació sobre l'admissió de la Federació Catalana a la Internacional. Finalment a la nova assemblea es va tornar a rebutjar el reconeixement de la Federació Catalana, aquest cop per un resultat més ajustat.

## Admissió a la Confederació Sud-americana del Patí
L'11 de novembre de 2006, la Federació Catalana de Patinatge va ser admesa a la Confederació Sud-americana del Patí (CSP) amb un estatus de membre adherit, amb dret a veu però no a vot. D'aquesta manera, les seleccions catalanes poden participar de manera oficial a les competicions organitzades per aquesta confederació en les modalitats d'hoquei patins, patinatge de velocitat i patinatge artístic. Aquest procés no va estar exempt de tensions amb motiu del rebuig espanyol a aquesta decisió.

## Jugadors destacats
| - Abans de 1940 - Esteve Humet - Jacint Humet - Miquel Moragas - Entre 1940 i 1950 - Ramon Bassó - Salvador Felip - Lluís Gallén - Marc Humet - Pere Nadal - Lluís Rubió - August Serra - Entre 1950 i 1960 - Francesc Boronat - Pere Gallén - Josep Llinàs - Pere Magriñà - Tito Mas - Joan Orpinell - Manuel Puigbó - Josep Maria Salarich - Josep Soteras - Jordi Trias - Joan Antoni Zabalia | - Entre 1960 i 1970 - Josep Barguñó - Ricard Brasal - Jaume Capdevila - Miquel Pagès - Enric Carbonell - Humbert Ferrer - Carlos Largo - Josep Lorente - Manel Mascó - Antoni Parella - Ramon Pons - Josep Maria Pont - Miquel Recio - Enric Roca - Joan Sabater - Robert Vilella - Agustí Vilar - Joan Maria Vilallonga - Entre 1970 i 1980 - Joan Brasal - Sergi Centell - Manel Chércoles - Joan Edo - Manel Edo - Santi Garcia - Josep Giralt - Ramon Nogué - Catxo Ordeig - Carles Trullols - Joan Vila - Joaquim Vilallonga - Jordi Villacorta | - Entre 1980 i 1990 - Quico Alabart - Xavier Ibarz - Josep Llonch - Joaquim Paüls - Joan Torner - Josep Enric Torner - Ricard Torres - Hèctor Venteo - Jordi Vila-Puig - Nene Zabalia - Entre 1990 i 2000 - Joan Ayats - Josep Benito - David Cáceres - Santi Carda - Joan Carles - Joan Ignasi Edo - Carles Folguera - Albert Folguera - David Gabaldón - Ferran Pujalte - Toni Rovira - Ivan Tibau | - Des de 2000 - Víctor Agramunt - Alberto Borregán - Ramon Benito - Aitor Egurrola - Pedro Gil - Marc Gual - Josep Maria Ordeig - Sergi Panadero - Titi Roca - Lluís Teixidó - Marc Torra - Guillem Trabal - Des de 2010 - Jordi Adroher - Antoni Baliu - Romà Bancells - Jordi Bargalló - Xavier Barroso - Sergi Fernández |